# Ровное (Хабаровский край)
Ро́вное — село в Хабаровском районе Хабаровского края. Входит в состав Восточного сельского поселения.

## География
Дорога к селу Ровное идёт на север от автотрассы Хабаровск — Комсомольск-на-Амуре (между сёлами Чёрная Речка и Сергеевка), расстояние до автотрассы около 4 км. Расстояние до Авиагородка (микрорайон Хабаровска) около 22 км.

## История
Дата образования 1 августа 1937 года.
В 1969 г. указом президиума ВС РСФСР селение 3-го отделения опытно-показательного хозяйства ДальНИИСХ переименовано в село Ровное.

## Инфраструктура
В окрестностях села находятся садоводческие общества хабаровчан. В тёплое время года ходит автобус маршрута № 125, в основном перевозя дачников. Зимой автобус не ходит.

## Население
| 1992 | 2002 | 2010 | 2011 | 2012 | 2021 |
| ---- | ---- | ---- | ---- | ---- | ---- |
| 87   | ↗97  | ↘86  | →86  | ↘83  | ↗125 |